# Берген (Рейнланд-Пфальц)
Берген (нім. Bergen) — громада в Німеччині, розташована в землі Рейнланд-Пфальц. Входить до складу району Біркенфельд. Складова частина об'єднання громад Геррштайн.
Площа — 10,42 км2. Населення становить 455 ос. (станом на 31 грудня 2020).